# Corazón contento (película)
Corazón contento es una película filmada en colores coproducción de México y Argentina dirigida por Enrique Carreras sobre el guion de Ariel Cortazzo y Julio Porter según una idea de Diego Santillán que se estrenó el 2 de abril de 1969 y que tuvo como protagonistas a Angélica María, Palito Ortega, Armando Manzanero y Raúl Rossi. Tuvo como título alternatio el de Somos novios.

## Sinopsis
Una muchacha y un joven consiguen triunfar en el mundo de la música superando algunas dificultades.

## Reparto
- Palito Ortega ... Javier Jiménez
- Angélica María ... Perla Blanca / Angélica
- Armando Manzanero ... Armando Moreno
- Raúl Rossi ... Don Ramón
- Olga Zubarry ... Lidia Bertolozzi
- Tino Pascali
- Raúl Fioriti
- Mauricio Morris ... Guzmán
- Lalo Malcolm ... Bertolozzi
- Olga Hidalgo
- Fidel Pintos ... Presentador
- Virginia Ameztoy
- Jacques Arndt
- Carlos Víctor Andris
- Aurora del Mar ... Recepcionista
- Rey Charol
- Mario Sapag ... Peluquero
- Juan Carlos Lima
- Carlos Lagrotta
- Domingo Márquez
- Zulma Grey
- Constantino Cosma
- Horace Lannes
- Linda Peretz ... Empleada de la oficina
- Carlos Fioriti
- Mario Savino ... Cliente de la peluquería
- Mariana Karr ... Empleada
- Nora Samsó

## Comentarios
La revista Gente dijo:

”Consejo: puede verse como entretenimiento.”

Manrupe y Portela escriben:

”De las películas más mirables de Palito, esta vez con bastante optimismo y en coproducción con México.”